# Arme anti-émeute

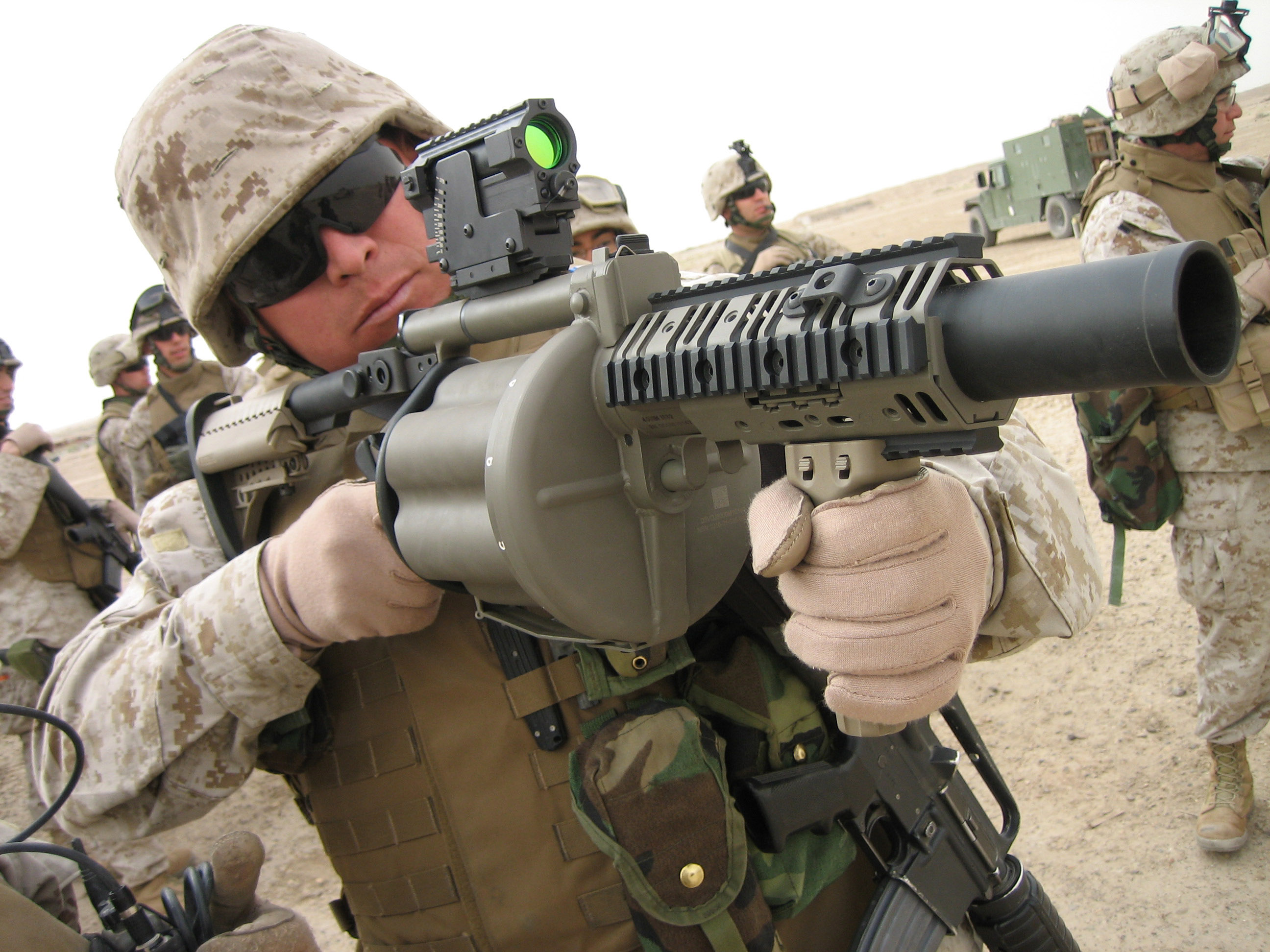
Un Milkor MGL contenant 6 projectiles de 40 mm. Il peut être utilisé comme lance-grenades ou arme anti-émeute selon les munitions choisies.

Une arme anti-émeute est un moyen physique ou technologique utilisé par les forces de sécurité et de maintien de la paix pour encadrer des évènements de tous types ou réprimer les actes de violence commis durant ces évènements. Une arme anti-émeute est utilisée pour garantir la sécurité des encadrants et des participants aux évènements et n'a pas vocation première à entrainer la mort. Néanmoins, mal employées, elles peuvent entrainer des blessures à différents niveaux de gravité ou la mort de personnes.

## Armes de main

### Matraques
La matraque est l'arme traditionnelle des forces de sécurité et est classifiée comme non-létale. Il s'agit d'un bâton assez court composé de plusieurs matériaux : bois, caoutchouc, métal ou plastique. Elle est utilisée en lutte rapprochée pour se protéger d'éventuelles armes blanches ou objets tranchants, immobiliser un individu ou frapper des parties du corps.
En France, le tonfa et la matraque télescopique sont les deux modèles les plus utilisés. Le tonfa est une matraque à laquelle une poignée latérale perpendiculaire est fixée, accordant ainsi une meilleure maniabilité et une certaine polyvalence. La matraque télescopique est rétractable, se déploie d'un coup sec et peut être renforcée d'une boule en métal. Si mal utilisée ou de manière disproportionnée, cette arme peut gravement blesser,.

### Gaz poivre

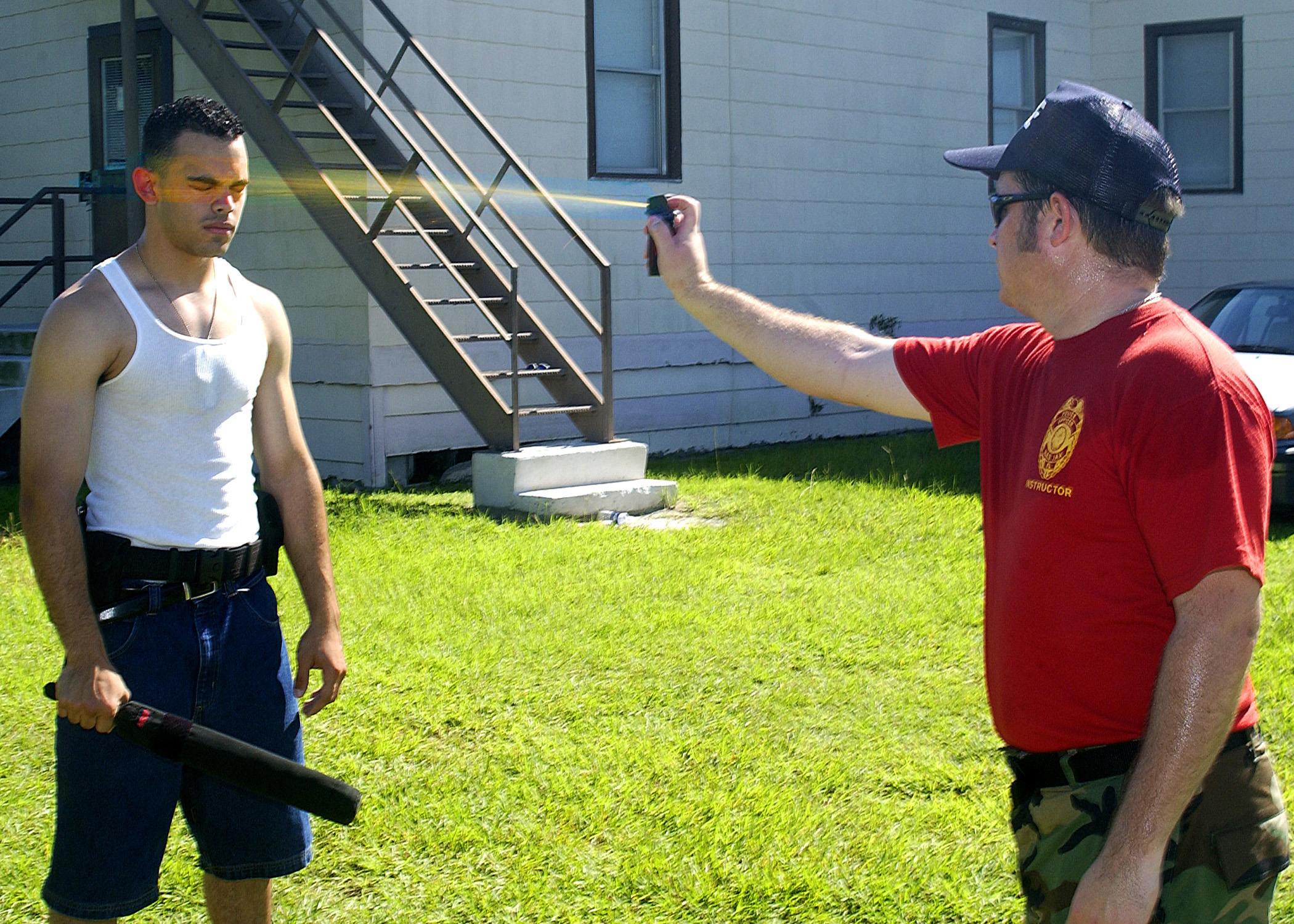
Emploi et diffusion du gaz poivre

Le gaz poivre est un aérosol contenant des produits irritants. Ce gaz est contenu dans un récipient fermé et chapeauté d'un dispositif de type «spray», permettant ainsi sa diffusion concentrée. La projection de gaz se manifeste sous la forme d'un brouillard diffusé en cône ou d'un jet à la trajectoire précise. Le gaz poivre est utilisé en cas de contact rapproché avec une personne hostile. Son utilisation permet d'aveugler, de maitriser et de maintenir à distance des personnes hostiles. Il est classifié comme non-létal.

### Grenades
Une grenade est une petite bombe se déclenchant volontairement par un dispositif pyrotechnique et dont le contenu varie selon son utilisation. Elle est considérée comme arme de main lorsqu’elle peut être déclenchée et projetée sans équipement. Elle est classifiée comme non-létale.
Différents types de grenades existent :
- les grenades fumigènes ou fumigènes : elles diffusent, sur plusieurs mètres en hauteur et en longueur, un écran de fumée bloquant la visibilité des émeutiers.
- les grenades lacrymogènes : elles diffusent un gaz irritant les yeux et les bronches. Elles sont utilisées pour pacifier ou disperser une foule virulente et parfois sous forme de «spray» pour la défense rapprochée.
- les grenades assourdissantes : elles produisent un bruit assourdissant et un éblouissement. Elles sont utilisées pour surprendre, disperser et incapaciter momentanément des individus. Ces grenades sont être envoyées en l'air, pour exploser dans le ciel et ainsi disperser la foule sans risquer de blesser les manifestants[5]. Cette arme peut entrainer diverses blessures par projection de fragments[6],[5] ainsi que des pertes d'audition temporaires voire permanentes[6].
- les grenades de désencerclement : elles sont utilisées pour repousser des personnes ou s'extraire d'une foule[7]. Elles suivent le principe des grenades à fragmentation. Lorsque la grenade explose, des boules en caoutchouc sont projetées à grande vitesse dans plusieurs directions. Cette grenade peut entraîner la mort[8].
- les grenades mixtes ou offensives : classées comme armes dangereuses voire armes de guerre, elles combinent le principe de plusieurs types de grenades et provoquent un effet de souffle[9]. Un exemple est la grenade GLI-F4. Cette grenade n'est plus utilisée pour le maintien de l'ordre en France depuis 2020, car jugée trop dangereuse[10]. Elle a été remplacée par la grenade GM2L[11] considérée comme moins dangereuse : le système de déclenchement utilisant de la TNT a été remplacé par un système pyrotechnique[9].

## Armes à feu

### Le lance-grenades
Chaque pays dispose de ses modèles de lance grenades tel que le Milkor MGL utilisé aux États-Unis. Les lance-grenades sont le plus souvent à 1, 2 ou 6 coups. En France, les forces de l'ordre possèdent plusieurs modèles de lance-grenades à 1 et 6 coups et bientôt à 2 coups. Le modèle à 2 coups a été l'objet d'un appel d'offres en décembre 2023 et remporté par Rivoltier. Un modèle de lance-grenades à 1 coup est le Cougar de 56 mm. Pour le 6 coups, les forces de l'ordre sont équipées du PGL-65 depuis 2013,. Ces lance-grenades projettent différents types de grenades selon la dimension de leur barillet. Les grenades lacrymogènes et fumigènes semblent être les plus courantes.

### Fusils d'assaut
Chaque pays dispose de ses modèles. Un exemple est le Federal Riot Gun qui fut notamment utilisé aux États-Unis et au Royaume-Uni. En France, les fusils d'assaut de type HKG36 depuis 2013 ou HK416 sont habituellement le dernier recours des forces de sécurité. La première utilisation est la menace et la mise en joue des individus potentiellement dangereux. Les fusils sont adaptés pour tirer des balles en caoutchouc et des munitions. L'usage des balles en caoutchouc est classé comme arme à létalité réduite mais peut générer des blessures graves ou même parfois des décès.

### Le lanceur de balles de défense
Le lanceur de balles de défense (LBD) est une arme tirant un projectile allant s'écraser violemment contre un individu afin de le dissuader et de le faire reculer. Elle est classée comme non-létale mais peut engendrer de graves blessures souvent oculaires, dont l'issue peut être mortelle. En France, les forces de l'ordre utilisent le LBD 40. Son utilisation doit être réglementée et faire l'objet de consignes d'utilisation précises comme de ne pas viser la tête, mais les bras ou le torse pour minimiser la gravité des blessures.

### Les Bean Bags
Les Bean Bags ou projectiles en sachets sont des poches en kevlar remplies de billes d'acier, de sable ou de plastique,. Ils sont insérés dans une cartouche d'arme à feu puis tirés. Ces projectiles seraient capable de stopper net un individu et de l'assommer. Ils sont classés comme une arme non-létale mais, en France, seules les unités du Raid seraient autorisées à les utiliser. Sa dangerosité serait supérieure aux LBD. Ce type de projectile est aussi utilisé aux États-Unis et au Canada où l'on dénombre blessés et morts.

## Véhicules

### Le canon à eau ou engin lanceur d'eau

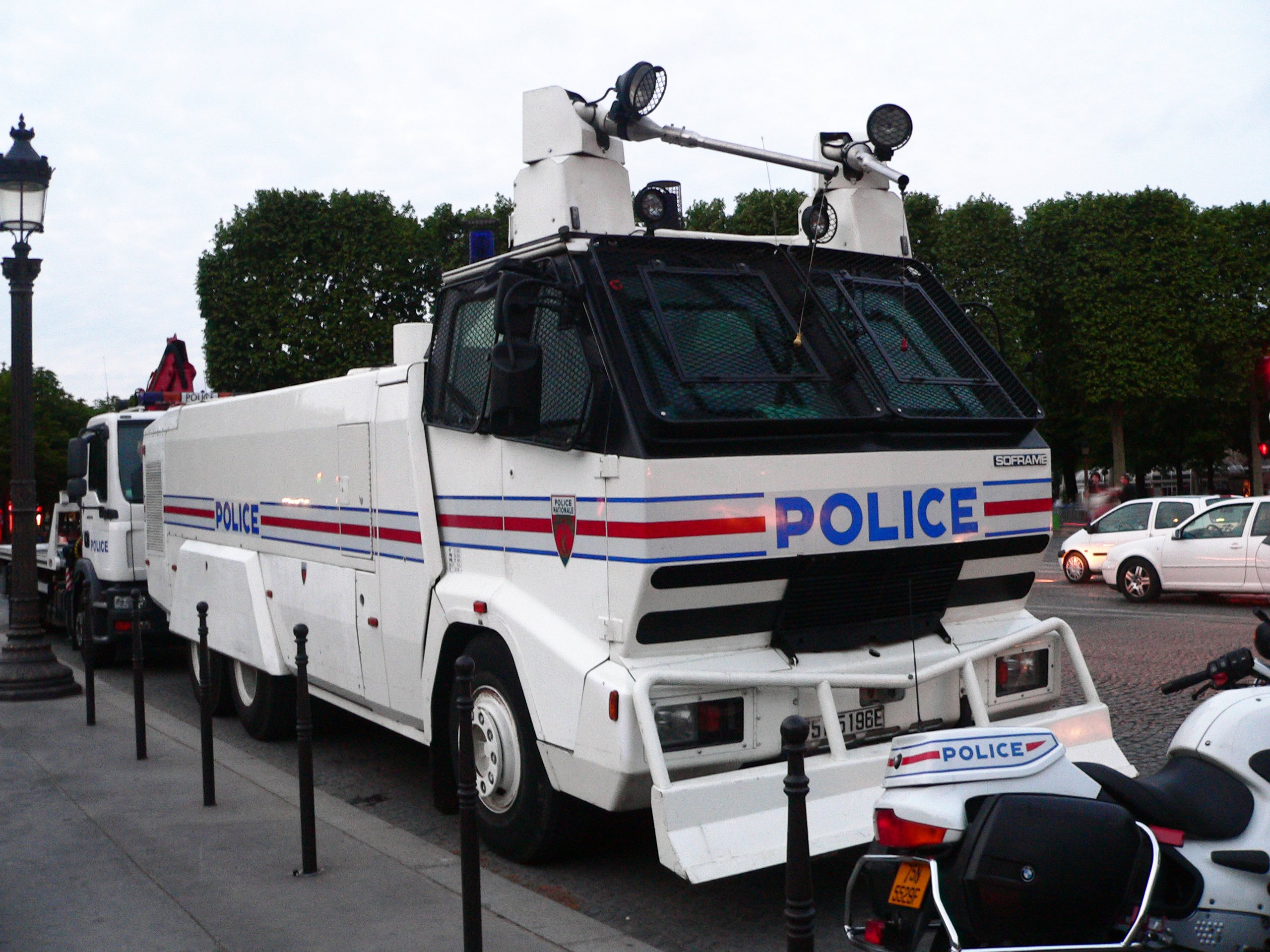
Canon à eau d'une compagnie de CRS à Paris en 2007

Les canons à eau sont des citernes mobiles équipées d'un système permettant la diffusion d'un jet d'eau à haute pression. Leur capacité varie de 3 000 à 12 000 litres selon les modèles,. Ils sont utilisés pour disperser des foules, faire reculer ou empêcher d'approcher un lieu précis. Ils sont parfois utilisés pour éteindre des feux de barricade ou de mobilier urbain en ajoutant des émulsifiants,. Des gaz lacrymogènes peuvent être aussi utilisés dans le canon à eau. C'est une arme non létale mais pouvant provoquer des blessures selon la pression du jet diffusé. Il est utilisé dans plusieurs pays comme la Pologne, les États-Unis ou le Liban.

### Le véhicule blindé à roues

#### France

Dessin représentatif d'un VRBG de la gendarmerie nationale

Le VRBG, ou véhicule blindé à roues de la Gendarmerie, est un véhicule blindé utilisé pour le maintien de l'ordre. Il est armé d'une mitrailleuse et d'un lance-grenade Cougar 56 mm. Son utilisation première est la protection des gendarmes dans et derrière le blindé. Il peut être employé avec d'autres unités pour bloquer l'accès à des lieux et assister les gendarmes avec son lance-grenade. Une de ses utilisations principales reste le franchissement d'obstacles comme des barricades  et établir un accès terrestre pour les gendarmes à pied. Il peut être équipé d'une étrave pour faciliter le déblaiement des barricades.

#### Autres pays
Aux États-Unis, les blindés à roues sont principalement utilisés par les forces d'intervention comme le SWAT qui utilise le Lenco BearCat. Il existe des versions du Lenco dédiées au maintien de l'ordre. Les forces de maintien de l'ordre de certains pays, tel que l'Italie ou le Royaume-Uni, utilisent des modèles de Land Rover : Defender et Pangolin. 

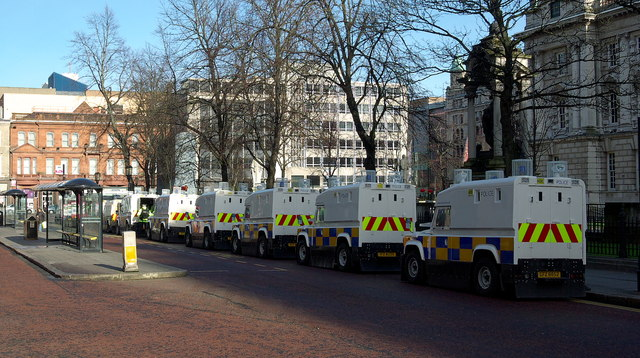
Land Rovers utilisés par la police britannique à Belfast

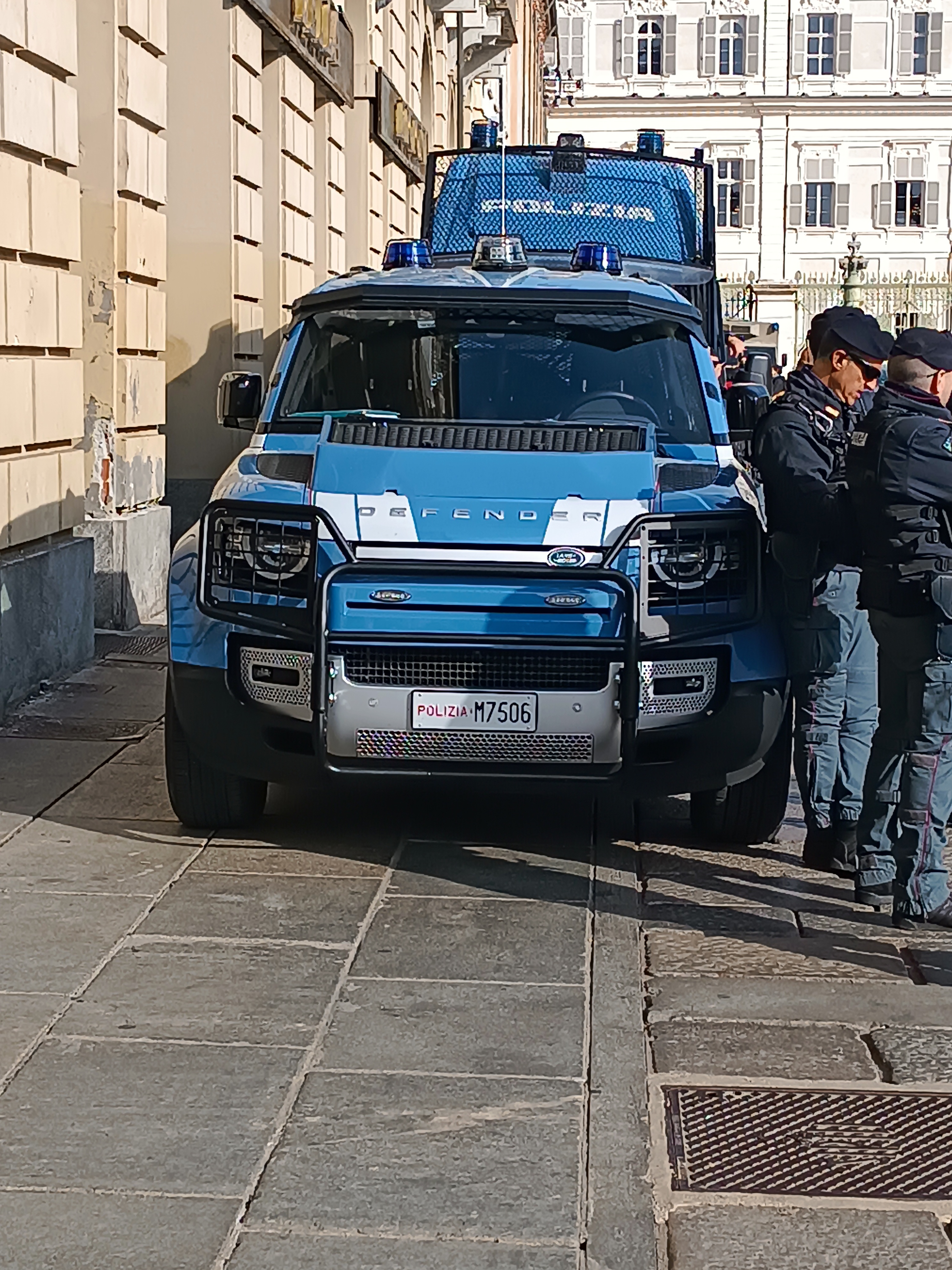
Land Rover Defender de la police nationale italienne à Turin

## Dispositifs technologiques (non exhaustif)
Différents dispositifs sont utilisés selon les pays. Cependant, ils utilisent les mêmes principes physiques : ondes, fréquences / ultrasons, gaz, lumière... pour impacter les sens et le corps des individus.

### Active denial system (ADS)
L'ADS est un système d'arme non-létale développé par les États-Unis ne semblant pas  avoir été utilisé dans un cadre opérationnel. Ce système produit un faisceau d'ondes électromagnétiques s’étendant sur un kilomètre. L'énergie contenue dans les ondes se transforme en chaleur au contact de la peau d'individus. Les individus doivent s'écarter du faisceau pour se soustraire à l'ADS. Ce système a été imaginé pour créer une distance entre les forces de l'ordre et les manifestants. Une exposition au faisceau peut entrainer des brulures sur la peau à des degrés inconnus. Le ministère de la Défense des États-Unis a évalué que l'utilisation du système a moins de 0,1% de chances d'engendrer des brulures. Néanmoins, aucune autre étude peut corroborer ce chiffre.

### Canon à sons

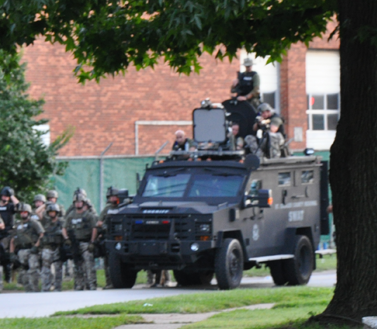
LRAD équipé sur un blindé du SWAT en 2014

Le canon à son, de son vrai nom «Long-range acoustic device»,  a été développé par la Chine puis par les États-Unis à plus grande échelle. Il aurait été utilisé par les militaires américains en Irak. Il aurait été d'abord installé sur des navires puis sur une tourelle pivotante sur des blindés américains. Ce système produit un son incommodant qualifié de «tonalité extrêmement stridente» sur de basses fréquences. Les personnes exposées à ce son doivent reculer pour échapper à sa diffusion ou se placer du côté des forces de l'ordre. Ce système semble engendrer à minima une perte d'audition temporaire. La version chinoise aurait des conséquences plus importantes : «vertige, troubles intestinaux, vomissements ou douleurs intolérables».  Le canon à son a aussi été utilisé pour diffuser de la musique ou une voix à un volume élevé. Des exemplaires auraient été exportés en Espagne, Pologne, Thaïlande et Géorgie.

## Armes utilisées dans le passé (non exhaustif)

### Anciens modèles

#### Matraques
Le bâton blanc est le premier modèle de matraque en France. Il fut instauré par le préfet Lépine en 1896 puis disparaît en 1966 à la suite d'une modernisation des équipements de la police. Les matraques en bois dites "bidules" étaient utilisées par les compagnies d'intervention de Paris dans les années 1950. Les deux modèles ont disparu au profit des matraques en caoutchouc.

#### Balles
Les premières balles non-létales furent composées de bois puis de gomme et enfin de plastique. Des balles en bois auraient été tirées par l'armée britannique en 1966 et 1967 dans le cadre de maintien de l'ordre dans des manifestations à Hong Kong.

### Armes retirées du service

#### Baïonnettes dans le maintien de l'ordre
Le maintien de l'ordre était à l'origine attribué aux soldats puis à des groupes de maintien de l'ordre qui furent créés pour assurer cette fonction. Les baïonnettes étaient utilisées pour maintenir à distance une foule mais aussi charger sur des groupes. Elles sont parfois encore utilisées durant des représailles.

#### Grenades offensives
En France, les modèles de grenades offensives les plus connus sont les grenades OF37, OFF1 et GLI F4. Elles furent utilisées de 1937 à 2020 avec le retrait de la grenade GLI F4. Ces grenades ont pour particularité un détonateur utilisant de la TNT. La grenade OF37 en contient le plus avec 90 grammes d'explosif. Elles ont été la source de blessures graves et de morts, ce qui a précipité leur retraite.

#### La Squawk Box
La Squawk Box est une boite qui émet deux hyperfréquences différentes. Lorsqu’elles sont mixées par l’oreille, le son deviendrait insupportable. Cela cause des étourdissements, des nausées et des évanouissements,. Cette arme fut développée par le Royaume-Uni et testée lors des manifestations de l'IRA dans les années 1970 en Irlande du Nord,. Elle était classée comme une arme non-létale.